# كاتسوهيرو ناكاجاوا
كاتسوهيرو ناكاجاوا (باليابانية: 中川勝弘؛ بالكانا: なかがわ かつひろ) هو شخصية أعمال ياباني، ولد في 11 مارس 1942، وتوفي في 8 يوليو 2016.